# 五塩化リン
五塩化リン（ごえんかリン、phosphorus pentachloride）は、化学式 PCl5 で表される無機化合物である。リンの塩化物としては三塩化リン、塩化ホスホリルと並んで重要な化合物である。合成化学において特殊材料ガス、各種塩化物の製造として用いられる。不快な刺激臭を持つ淡黄色の固体（結晶）であり、水により加水分解し塩素ガス及びリン酸を生成する。不燃性、腐食性が強く毒物に指定されている。

## 構造

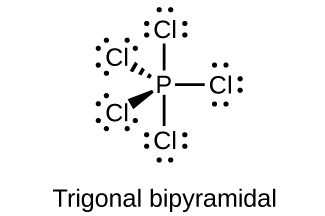
五塩化リンの原子価を描いた図。

気体および融解液の五塩化リンは三方両錐形構造（tbp構造、3回対称の三角錐を2つ持つD3h構造）の単量体をとっているが、溶液中での構造は溶媒に依存する。
極性溶媒の希薄溶液中では次の平衡が成立する。
{\displaystyle {\ce {PCl5\ \rightleftarrows \ [PCl4^{+}]Cl^{-}}}}
高濃度になると、不均化を含む次の平衡がより顕著となる。
{\displaystyle {\ce {2PCl5\ \rightleftarrows \ [PCl4^{+}][PCl6^{-}]}}}
カチオンの PCl4+ とアニオンの PCl6- はそれぞれ正四面体構造、正八面体構造を取る。リン塩化物は常に原子価殻電子対反発則に従う。
二硫化炭素や四塩化炭素などの非極性溶媒中では、PCl5の気体、液体状態でみられる D3h 構造が保たれている。
かつて五塩化リンは溶液中で二量体 P2Cl10 として存在していると考えられていたが、この説はラマン分光法により否定された。

## 合成
三塩化リンの塩素化により合成される。この反応により約1万トンの五塩化リンが生産されている (2000年) 。
{\displaystyle {\ce {PCl3\ +Cl2\ \rightleftarrows \ PCl5}}} {\displaystyle (\Delta H=-124{\mbox{ kJ/mol}})}
180 ℃ では、五塩化リンは三塩化リン + 塩素との間の平衡状態にあり、約40%が解離している。この平衡のために五塩化リンには塩素が含まれていることが多く、その多くが緑がかった色をしている。

## 加水分解
水と反応して塩化水素とリン酸トリクロリドが生成する。
{\displaystyle {\ce {PCl5\ + H2O -> POCl3\ + 2HCl}}}
熱水中では加水分解がさらに進行し、リン酸 ({\displaystyle {\ce {H3PO4}}}) が生成する。
{\displaystyle {\ce {PCl5\ + 4H2O -> H3PO4\ + 5HCl}}}

## 有機化合物の塩素化
有機合成化学における塩素化法として、塩素をアルケンなどに付加、あるいは水素を塩素原子で置き換える酸化的塩素化法と、ヒドロキシ基などの官能基を塩素原子に置換する置換塩素化法の2つが知られている。五塩化リンを用いた塩素化では、この両方のプロセスを経由可能である。
カルボン酸から対応するカルボン酸塩化物を生成させる際や、アルコールから塩化アルキルを生成させる際の塩素化剤として用いられる。しかし副生成物であるリン酸トリクロリドが除去しにくいことから、気体である二酸化硫黄を副生成物とする塩化チオニル、あるいは三酸化硫黄を副生成物とする塩化スルフリルの方が、研究室レベルではより一般的に用いられる。
{\displaystyle {\ce {R-OH\ + PCl5 -> R-Cl}}}
{\displaystyle {\ce {R-COOH\ + PCl5 -> R-COCl}}}
またジメチルホルムアミド (DMF) などの第3級アミドとも反応し、ビルスマイヤー試薬 {\displaystyle {\ce {[(CH3)2N=C(Cl)H]Cl}}}（イミド酸塩化物）を生成する。他にリン酸トリクロリドとDMFの反応でもビルスマイヤー試薬が生成する。これらの反応試剤はベンズアルデヒド誘導体の合成やヒドロキシ基の塩素化に用いられる。
三塩化リンとは異なり、五塩化リンはアリル位やベンジル位の炭素-水素結合を置換したり、C=O 基を CCl2 基に置換したりするのに用いられる。
五塩化リンの求電子的な性質を利用して、スチレンと五塩化リンとの反応に続く加水分解により、ホスホン酸誘導体を合成する手法が知られている。
スルホン酸塩を塩化スルフリルに変える際も、五塩化リンが用いられる。
{\displaystyle {\ce {RSO3Na\ + PCl5 -> RSO2Cl}}}

## 無機化合物の塩素化
五塩化リンは塩素化の試剤として用いられていたが、有機合成の場合と同じく、塩化スルフリルによる手法が主流となった。五酸化二リンと五塩化リンの反応では、リン酸トリクロリドが生成する。
{\displaystyle {\ce {6PCl5\ + P4O10 -> 10POCl3}}}
五塩化リンは二酸化窒素を塩素化する。
{\displaystyle {\ce {PCl5\ + 2NO2 -> PCl3\ + 2NO2Cl}}}
ヘキサフルオロリン酸リチウム {\displaystyle {\ce {LiPF6}}} の前駆体であり、リチウムイオン電池の電解質に用いられる。
{\displaystyle {\ce {PCl5\ + 6LiF -> LiPF6\ + 5LiCl}}}

## 安全性
五塩化リンは水と激しく反応する。また塩化水素や塩素の発生源となる。日本では毒物及び劇物取締法により毒物に指定されている。